# Classe Berlin
A Classe Berlin é uma classe de navios de apoio logístico da Marinha da Alemanha desenvolvida pela empresa Flensburger Schiffbau-Gesellschaft. São os maiores navios da Deutsche Marine.

## Navios na classe
| Nº na amurada | Nome              | Comissionado           | Estado       |
| ------------- | ----------------- | ---------------------- | ------------ |
| A1411         | Berlin            | 11 de abril de 2001    | Em atividade |
| A1412         | Frankfurt am Main | 27 de maio de 2002     | Em atividade |
| A1413         | Bonn              | 13 de setembro de 2013 | Em atividade |